# وثنية (مصطلح)

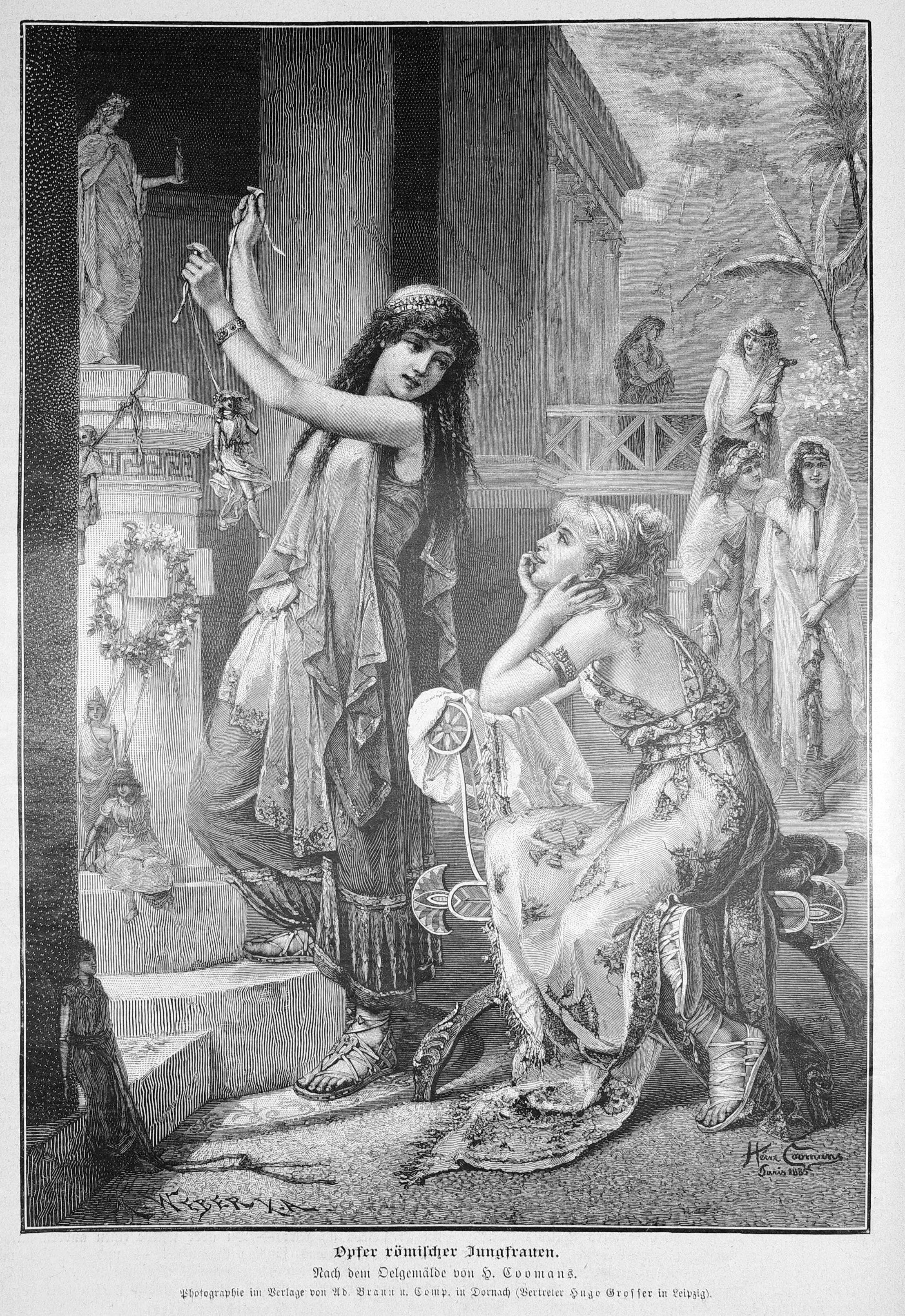
رسم رومانسي من عام 1887 يظهر فيه امرأتان رومان يقدمان تضحية لإلهة وثنية.

الوثنية (بالإنجليزية: Paganism، من الكلمة اللاتينية الكلاسيكية pāgānus «ريفية rural»، «مدنية civilian» لاحقًا) هي مصطلح استخدم لأول مرة في القرن الرابع من قبل المسيحيين الأوائل لوصف الأشخاص في الإمبراطورية الرومانية الذين مارسوا تعدد الآلهة. كان هذا إما لأن هؤلاء الأشخاص كانوا ريفيين ومحافظين بالنسبة للسكان المسيحيين، أو لأنهم لم يكونوا من «جنود المسيح». اُسْتُخْدِمَت كلمات أخرى في النصوص المسيحية لوصف نفس المجموعة مثل hellene ، مشرك ، وثني. كانت طقوس القرابين جزءًا لا يتجزأ من الديانة الإغريقية الرومانية القديمة وكانت تُعد مؤشرًا على ما إذا كان الشخص وثنيًا أو مسيحيًا.
كان مصطلح الوثنية في الأصل مصطلحا للتحقير ومهين للتعبير عن الشرك، مما يعني ضمنا الدونية. فقد كانت الوثنية على نطاق واسع هي «دين الفلاحين». خلال العصور الوسطى وبعدها، تم إطلاق مصطلح الوثنية على أي دين غير مألوف، ويفترض المصطلح الإيمان بإله باطل. معظم الديانات الوثنية الجديدة  تمثل رؤية كونية لعدد من المعبودات لكن بعضها توحيدية.
هناك جدل حول بداية تطبيق مصطلح وثنية على الشرك. غالبًا ما تتضمن التقاليد الوثنية الحديثة معتقدات أو ممارسات، مثل عبادة الطبيعة، تختلف عن تلك الموجودة في أديان العالم الكبرى.
تأتي المعرفة المعاصرة للأديان الوثنية القديمة من عدة مصادر، بما في ذلك سجلات البحوث الميدانية الأنثروبولوجية، وأدلة الآثار الأثرية، والحسابات التاريخية للكتاب القدامى فيما يتعلق بالثقافات المعروفة في العصور القديمة الكلاسيكية.

## التسميات وعلم الكلام

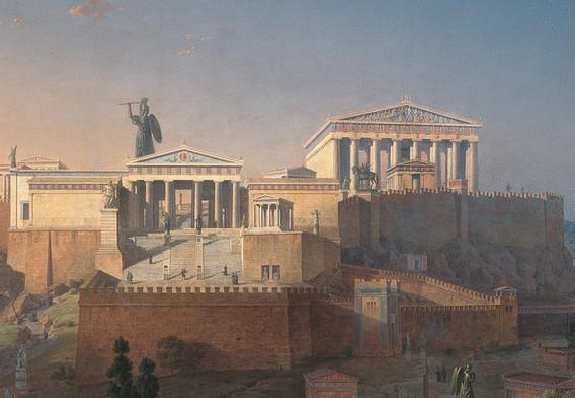
إعادة بناء البارثينون ، في الأكروبول في أثينا ، اليونان

### الوثني Pagan
مصطلح وثني pagan مشتق من الكلمة اللاتينية المتأخرة paganus، واستُخدِم خلال عصر النهضة. وهي مستمدة من الكلمة pagus من اللاتينية الكلاسيكية وهو ما يعني في الأصل «منطقة محددة بعلامات»، paganus أصبحت تعني «الريف أو يتعلق به» أو «ساكن البلد» أو «قروي»؛ في المصطلحات العسكرية الرومانية، «غير مقاتل»، «مدني»، «جندي غير ماهر».
افترض مؤلفو العصور الوسطى في كثير من الأحيان كلمة الوثنية كمصطلح ديني ظهرت نتيجة لأنماط التحول خلال التنصير في أوروبا، حيث تحول الناس في المدن بسهولة أكبر من أولئك الذين يعيشون في المناطق النائية، حيث بقيت طرق العبادة القديمة باقية. ومع ذلك، فإن هذه الفكرة لديها مشاكل متعددة. أولاً، استخدام الكلمة للإشارة لغير المسيحيين يسبق تلك الفترة في التاريخ. ثانياً، تركزت الوثنية داخل الإمبراطورية الرومانية في المدن. لم يكن مفهوم «المسيحية الحضرية» مقابل «الوثنية الريفية» موجود عند الرومان خلال فترة المسيحية المبكرة. ثالثا، على عكس كلمات مثل rusticitas فكلمة paganus لم تكن تشير لمعنى «التخلف أو الجهل» وبالتالي لا يُعرف لماذا أُطلقت على الوثنيين.
من المرجح أن كلمة Paganus اكتسبت معناها في التسمية المسيحية عبر المصطلحات العسكرية الرومانية. فقد تبنى المسيحيون الأوائل الزخارف العسكرية ورأوا أنفسهم على أنهم ميليتس كريستي «جنود المسيح». وخير مثال على ذلك أن المسيحيين لا يزالوا يستخدمون كلمة paganus في سياق عسكري بدلا مما هو ديني في صورة ترتليان دي كورونا Militis XI.V، حيث يشار إلى المسيحي باسم paganus (مدني):
| Apud hunc [Christum] tam miles est paganus fidelis quam paganus est miles fidelis. | معه [المسيح] المواطن المؤمن هو جندي، تمامًا مثلما يكون الجندي المؤمن مواطنًا. |

### الهيلينيين Hellene
في الإمبراطورية الرومانية الغربية الناطقة باللاتينية بعد تحولها للمسيحية، أصبح مصطلح Koine Greek مرتبطًا بالدين المشرك التقليدي لليونان القديمة، ويُعتبر كلغة أجنبية (lingua peregrina) في الغرب. بحلول النصف الأخير من القرن الرابع في الإمبراطورية الشرقية الناطقة باليونانية، كان الوثنيون pagans يطلق عليهم Hellenes هيلين (Ἕλληνες). توقف استخدام الكلمة تقريبًا بالكامل بالمعنى الثقافي. واحتفظت بهذا المعنى لما يقرب من الألفية الأولى من المسيحية.
تأثر هذا بالمسيحيين الأوائل، الذين كانوا يهودًا. لقد ميز اليهود في ذلك الوقت أنفسهم عن الأجانب وفقًا للدين بدلاً من المعايير العرقية والثقافية، وكان المسيحيون اليهود الأوائل قد فعلوا الشيء نفسه. لأن الثقافة الهيلينية كانت الثقافة الوثنية المهيمنة في الشرق الروماني، فأطلقوا على الوثنيين «الهيلينيين». ورثت المسيحية المصطلحات اليهودية لغير اليهود وقامت بتكييفها للإشارة إلى غير المسيحيين الذين كانوا على اتصال معهم. رُصِدَ هذا الاستخدام في العهد الجديد. في رسائل بولين، تقابل «هيلين» دائمًا «العبري» بصرف النظر عن العرقيات الفعلية.

### وثني Heathen
تأتي كلمة Heathen من اللغة الإنجليزية القديمة hæðen (ليست مسيحية أو يهودية)؛ راجع اللغة النوردية القديمة heiðinn. نشأ هذا المعنى عن المصطلح القوطي haiþno (امرأة غير اليهود) تستخدم لترجمة Hellene (راجع مرقص 7:26) في الكتاب المقدس القوطي، أول ترجمة للكتاب المقدس إلى اللغة الجرمانية. قد يكون هذا قد تأثر بالمصطلحات اليونانية واللاتينية في الوقت المستخدم للوثنيين. إذا كان الأمر كذلك، فقد يكون مشتقًا من haiþi القوطية (المسكن على هيث). ومع ذلك، هذا ليس لغة موثقة. فقد يكون استعارة للكلمة اليونانية ἔθνος (ethnos) عبر اللغة الأرمنية.

## تعريف
تعريف مصطلح الوثنية paganism هو مشكلة. من المهم فهم سياق المصطلحات المرتبطة به. فلقد أشار المسيحيون الأوائل إلى مجموعة متنوعة من الطوائف من حولهم كمجموعة واحدة لأسباب البلاغة. ففي حين أن الوثنية تعني عمومًا الشرك، فإن التمييز الأساسي بين الوثنيين الكلاسيكيين والمسيحيين لم يكن التوحيد مقابل الشرك. لم يكن جميع الوثنيين يعبدون آلهة متعددة. عبر التاريخ، كان الكثير منهم يؤمنون بالإله الأعلى supreme deity. (ومع ذلك، فإن معظم هؤلاء الوثنيين يؤمنون بطبقة من الآلهة / المرؤوسين - انظر التنويم الديني - أو الانبعاثات الإلهية.) بالنسبة للمسيحيين، كان التمييز الأكثر أهمية هو ما إذا كان هناك شخص ما كان يعبد الإله الحقيقي الواحد أم لا. وخلاف ذلك سواء كانوا يعبدون آلهة متعددة أو إبه واحد أو ملحدون فهم غرباء على الكنيسة وبالتالي وثنيون. وبالمثل، كان الوثنيون الكلاسيكيون يجدون أنه من الغريب أن نميز بين المجموعات بعدد الآلهة الذين يعبدونها.

## التاريخ

### العصر البرونزي إلى العصر الحديدي المبكر
- أديان الشرق الأدنى القديم
  - الديانة المصرية القديمة
  - سامية الدين القديم
  - دين بلاد ما بين النهرين القديم

### العصور الكلاسيكية القديمة
عرَّف لودفيج فيورباخ الوثنية في العصور القديمة الكلاسيكية، والتي أطلق عليها اسم Heidentum («وثني») باعتباره «وحدة الدين والسياسة، من الروح والطبيعة، من الله والإنسان»، من خلال ملاحظة أن الرجل في وجهة النظر الوثنية يتم تعريفه دائما عن طريق العرق، أي اليونانية والرومانية والمصرية، اليهودي، وما إلى ذلك، لأن كل تقليد وثني هو أيضا تقليد وطني. يعرّف المؤرخون المعاصرون الوثنية بدلاً من ذلك بأنها مجموعة من أفعال العبادة، الموضوعة ضمن سياق مدني بدلاً من سياق وطني، دون عقيدة مكتوبة أو شعور بالعقيدة.

#### العصور القديمة والمسيحية
يجب معالجة التطورات في الفكر الديني للإمبراطورية الرومانية البعيدة في العصور القديمة المتأخرة بشكل منفصل، لأن هذا هو السياق الذي تطورت فيه المسيحية المبكرة نفسها باعتبارها واحدة من الطوائف التوحيدية المتعددة، وفي تلك الفترة ظهر مفهوم وثنية.

#### محمد وانتشار الإسلام الجزيرة العربية
الوثنية العربية اختفت تدريجيا خلال عهد محمد من خلال انتشار الإسلام. كانت الأشهر المقدسة للوثنيين العرب هي الأشهر الأولى والسابعة والحادية عشرة والثانية عشرة من التقويم الإسلامي. بعد فتح مكة، انتشر الإسلام بتحول الوثنيين إليه.

### الفترة الحديثة المبكرة
تم إحياء الاهتمام بالتقاليد الوثنية لأول مرة خلال عصر النهضة، عندما تم ممارسة سحر عصر النهضة كإحياء للسحر اليوناني الروماني. في القرن السابع عشر، تحول وصف الوثنية من الجانب اللاهوتي إلى الجانب الإثني، وبدأت الأديان تُفهم على أنها جزء من الهويات الإثنية للشعوب، وأثارت دراسة أديان ما يسمى الشعوب البدائية أسئلة مثل «الأصل التاريخي النهائي للدين». وهكذا، رأى نيكولاس فابري دي بيريسك الديانات الوثنية في إفريقيا في عصره على أنها بقايا قادرة من حيث المبدأ على إلقاء الضوء على الوثنية التاريخية للعصور الكلاسيكية القديمة.

### رومانتيكية
برزت الوثنية مجددا كموضوع للسحر في رومانسية القرن الثامن عشر إلى القرن التاسع عشر، ولا سيما في السياق الأدبي سلتيك وإحياء الفايكنغ، التي صورت سلتيك التاريخية ومشركي الجرمانية كما الوحوش النبيلة.
شهد القرن التاسع عشر أيضًا اهتمامًا علميًا كبيرًا بإعادة بناء الأساطير الوثنية من القصص الشعبية أو القصص الخيالية. وقد لوحظ هذا بشكل خاص من قبل الأخوان جريم، ولا سيما يعقوب جريم في أساطير توتوني، وإلياس لونروت مع مجموعة كاليفالا. أثر عمل الأخوان جريم على هواة جمع التحف، حيث ألهمهم على جمع الحكايات وقادهم إلى الاعتقاد بالمثل أن الحكايات الخرافية لبلد ما كانت تمثلها بشكل خاص، لإهمال تأثير المتبادل للثقافات. وكان من بين هؤلاء المتأثرين الروسي ألكساندر أفاناسييف، والنرويجيون بيتر كريستين أسبيورنسن ويورغن مو، والإنجليزي جوزيف جاكوبس.
تزامن الاهتمام الرومانسي بالعصور القديمة غير الكلاسيكية مع صعود القومية الرومانسية وصعود الدولة القومية في سياق ثورات عام 1848، مما أدى إلى إنشاء ملحمات وطنية وأساطير وطنية لمختلف الدول المُشَكَّلَة حديثًا. كانت الموضوعات الوثنية أو الفولكلورية شائعة أيضًا في القومية الموسيقية لتلك الفترة.

## الوثنية الحديثة

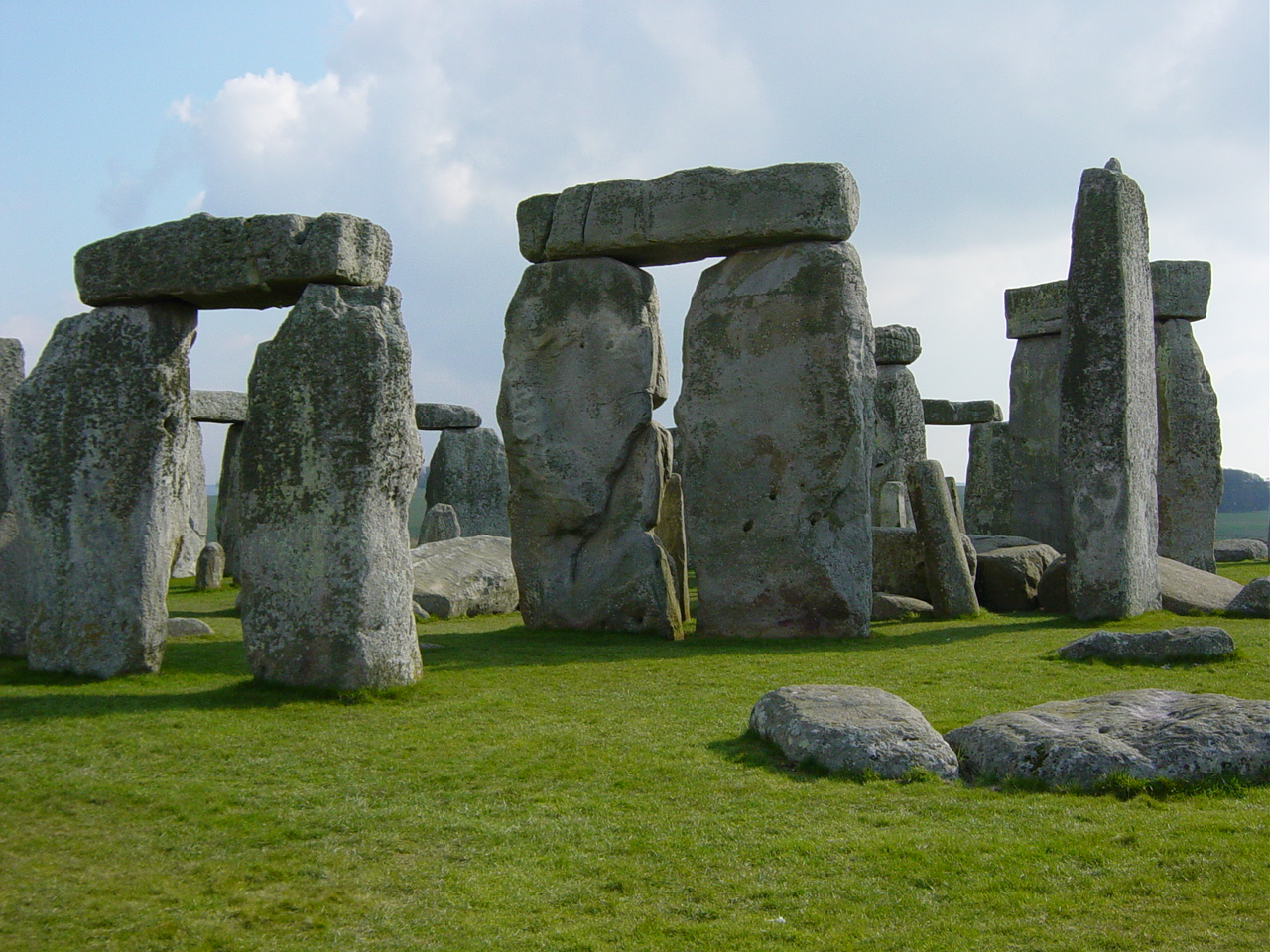
يُعتقد أن بعض الجنادل الأثرية لها أهمية دينية.

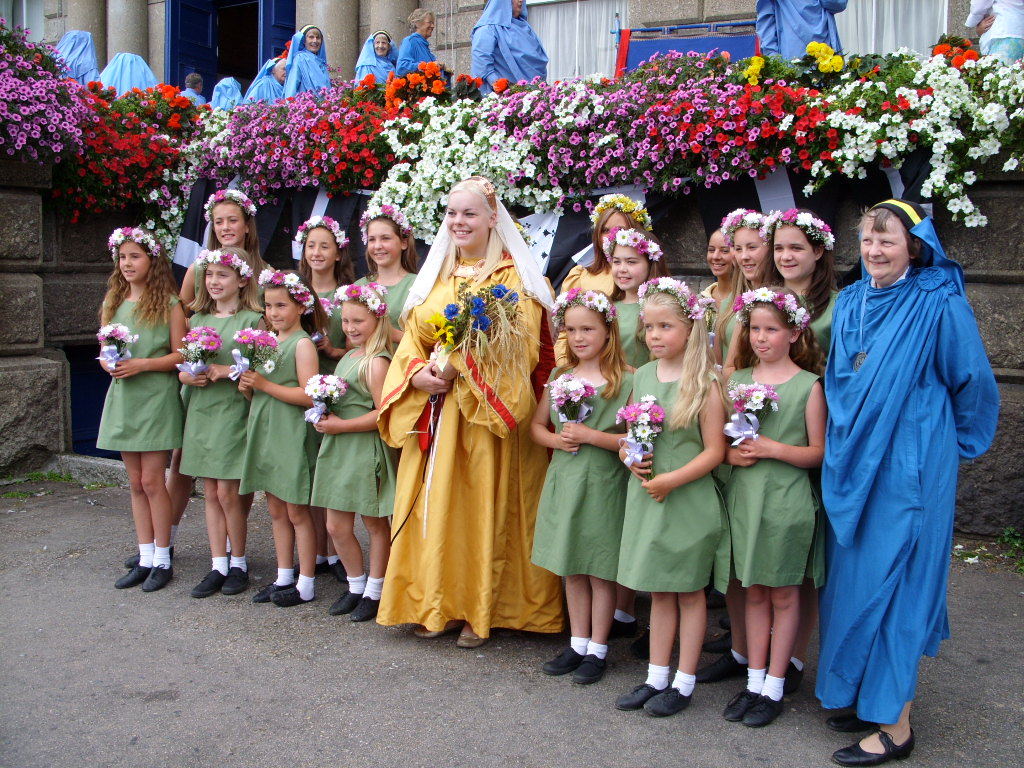
أطفال يقفون مع سيدة كورنوال في حفل أقيم في إنجلترا

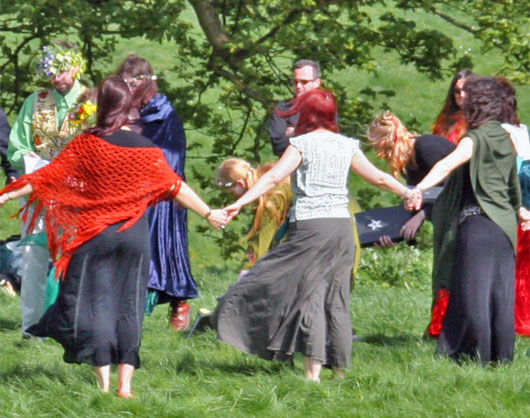
مراسم إيداعات اليد في Neopagan في Avebury (بلتان 2005)

الوثنية الجديدة أو neopaganism، تشمل الأديان التي أعيد بناؤها مثل تعدد الآلهة عند الرومان، الهيلينية، السلافية الأصلية، إعادة بناء الوثنية، أو heathenry ، فضلا عن التقاليد الانتقائي الحديثة مثل ويكا والعديد من فروعها، النيو درويديسم Neo-Druidism، والديسكوردية.

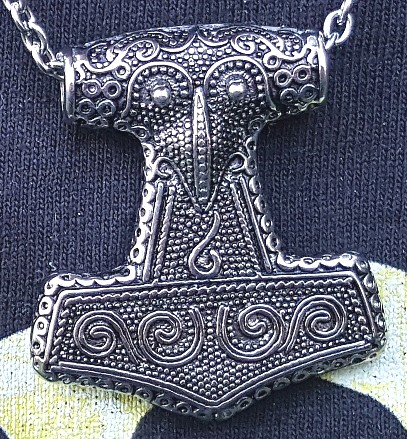
المطرقة Mjölnir هي واحدة من الرموز الرئيسية ل neopaganism الجرمانية.

## الديانات العرقية في أوروبا ما قبل المسيحية
- معتقدات شعبية ألبانية
- ميثولوجيا أرمنية
- ميثولوجيا بلطيقية
- أساطير باسكية
- وثنية كلتية
- الديانة الإتروسكانية
- Finnic mythologies
- أساطير جورجيا
- وثنية جرمانية
- الديانة الإغريقية
- أساطير إسكندنافية
- الديانة الرومانية القديمة
- وثنية سلافية
- دين وأساطير وايناخ
- Mordvin Native Religion
- Mari Native Religion